# Dragan Vulin
Dragan Vulin (Osijek, 1. svibnja 1986.), hrvatski je političar i znanstvenik. 

## Životopis
Dragan Vulin rođen je 1. svibnja 1986. godine u Osijeku. Pohađao je srednju Elektrotehničku i prometnu školu u Osijeku, smjer elektrotehničar. Studirao je elektrotehniku na Fakultetu elektrotehnike, računarstva i informacijskih tehnologija Osijek (FERIT). Preddiplomski studij završio je 2008., a diplomski studij 2010. godine, čime postaje magistar inženjer elektrotehnike. Tijekom studija, dobitnik je Rektorove nagrade i godišnje nagrade "Hrvoje Požar" Hrvatskog energetskog društva za izvrstan uspjeh u studiju. Sveučilišni poslijediplomski doktorski studij elektrotehnike na FERIT-u završio je 2020. godine, čime je stekao akademski stupanj doktora znanosti.
Po završetku diplomskog studija, zaposlen je kao znanstveni novak, od 2010. do 2020. godine, nakon čega je zaposlen na radnom mjestu poslijedoktoranda na Zavodu za elektrostrojarstvo FERIT-a. Autor je više znanstvenih radova iz područja elektromagnetizma, analize električkih mreža, obnovljivih izvora energije i energetske elektronike. Sudjeluje u izvođenju nastave na predmetima Osnove elektrotehnike, Osnove elektrotehnike i elektronike, Analiza električkih mreža, Osnove energetske elektronike, Energetska elektronika te Osnove mjerenja.

## Politička karijera
Od 2017. do 2021. godine obnašao je dužnost predsjednika Skupštine Osječko-baranjske županije i člana Gradskog vijeća Grada Osijeka.
Od 2013. do 2017. godine obnašao je dužnost zamjenika župana Osječko-baranjske županije.
Od 2014. do 2017. bio je predsjednik HDSSB-a.
Od 2021. godine obnaša dužnost zamjenika gradonačelnika Grada Osijeka.
Član je Hrvatske demokratske zajednice (HDZ).
Sudjelovao je u IVLP programu (International Visitor Leadership Program) Vlade SAD-a pod nazivom „Aktualna socijalna, politička i gospodarska pitanja SAD-a za mlade europske lidere“ u 2019. godini.